# Aleec Harris
Aleec Harris (ur. 31 października 1990) – amerykański lekkoatleta specjalizujący się w biegach płotkarskich.
Złoty medalista mistrzostw Stanów Zjednoczonych. Stawał na podium mistrzostw NCAA.
Rekordy życiowe: bieg na 110 metrów przez płotki – 13,11 (4 lipca 2015, Paryż); bieg na 60 metrów przez płotki (hala) – 7,50 (14 lutego 2015, Nowy Jork).

## Osiągnięcia
| Rok  | Impreza            | Miejsce | Konkurencja                     | Lokata   | Wynik |
| ---- | ------------------ | ------- | ------------------------------- | -------- | ----- |
| 2015 | Mistrzostwa świata | Pekin   | bieg na 110 metrów przez płotki | półfinał | 13,29 |